# Гипотеза Герцога — Шёнхайма
Гипотеза Герцога – Шёнхайма — это комбинаторная задача в области теории групп, поставленная в 1974 году Марселем Герцогом и Йохананом Шёнхаймом.
Пусть {\displaystyle G} — группа, и пусть
{\displaystyle A=\{a_{1}G_{1},\ \ldots ,\ a_{k}G_{k}\}}
является конечной системой левых смежных классов подгрупп
{\displaystyle G_{1},\ldots ,G_{k}} группы {\displaystyle G}.
Герцог и Шёнхайм выдвинули гипотезу, что если {\displaystyle A} образует разбиение множества {\displaystyle G}
с {\displaystyle k>1},
то (конечные) индексы {\displaystyle [G:G_{1}],\ldots ,[G:G_{k}]} не могут быть все различными. Если же повторение индексов разрешено, разбить группу на левые смежные классы просто — если  {\displaystyle H} является любой подгруппой группы {\displaystyle G} с индексом {\displaystyle k=[G:H]<\infty }, то {\displaystyle G} разбивается на {\displaystyle k} левых классов смежности подгруппы {\displaystyle H}.

## Субнормальные подгруппы
В 2004 Чивей Сан доказал расширенную версию гипотезы Герцога – Шёнхайма для случая, когда {\displaystyle G_{1},\ldots ,G_{k}} являются субнормальными  в {\displaystyle G} . Основная лемма в доказательстве Сана гласит, что если {\displaystyle G_{1},\ldots ,G_{k}} являются субнормальными и имеют конечный индекс в {\displaystyle G}, то
{\displaystyle {\bigg [}G:\bigcap _{i=1}^{k}G_{i}{\bigg ]}\ {\bigg |}\ \prod _{i=1}^{k}[G:G_{i}]},
а следовательно,
{\displaystyle P{\bigg (}{\bigg [}G:\bigcap _{i=1}^{k}G_{i}{\bigg ]}\ {\bigg )}=\bigcup _{i=1}^{k}P([G:G_{i}]),}
где {\displaystyle P(n)} означает множество простых
делителей числа {\displaystyle n}.

## Теорема Мирского – Ньюмана
Если {\displaystyle G} является аддитивной группой {\displaystyle \mathbb {Z} } целых чисел, смежными классами группы {\displaystyle G} являются арифметические прогрессии.
В этом случае гипотеза Герцога – Шёнхайма утверждает, что любая покрывающая система, семейство арифметических прогрессий, вместе покрывающих все целые числа, должна покрывать некоторые числа более одного раза, либо включать по меньшей мере пару прогрессий, имеющих одинаковую разность. Этот результат высказал в виде гипотезы в 1950 Пал Эрдёш и вскоре после этого доказал Леон Мирский, на пару с Дональдом Дж. Ньюманом. Однако Мирский и Ньюман никогда не публиковали своё доказательство. То же самое доказательство было найдено независимо Гарольдом Дэвенпортом и Ричардом Радо.
В 1970 геометрическая задача на раскраску, эквивалентная теореме Мирского – Ньюмана, была предложена на Советской математической олимпиаде:
Предположим, что вершины правильного многоугольника выкрашены так, что вершины любого одного цвета образуют правильный многоугольник. Тогда существуют два цвета, образующие равные многоугольники.